# Онтоба
Онтоба (ісп. Hontoba) — муніципалітет в Іспанії, у складі автономної спільноти Кастилія-Ла-Манча, у провінції Гвадалахара. Населення — 350 осіб (2010).
Муніципалітет розташований на відстані близько 55 км на схід від Мадрида, 22 км на південний схід від Гвадалахари.
На території муніципалітету розташовані такі населені пункти: (дані про населення за 2010 рік)
- Онтоба: 140 осіб
- Лос-Манантіалес: 47 осіб
- Ель-Мірадор: 163 особи

## Демографія
Динаміка населення (INE ):

## Галерея зображень

Розташування муніципалітету у провінції Гвадалахара